# Distrikt Rubirizi
Rubirizi ist ein Distrikt in Westuganda. Die Hauptstadt des Distrikts ist Rubirizi.

## Lage
Der Distrikt Rubirizi grenzt im Norden an den Distrikt Kasese, im Nordosten an den Distrikt Kamwenge, im Osten an den Distrikt Ibanda, im Südosten an den Distrikt Buhweju, im Süden an den Distrikt Bushenyi, im Südwesten an den Distrikt Rukungiri und im Westen an den Lake Edward gegenüber der Demokratische Republik Kongo.

## Geschichte
Der Distrikt entstand 2015 aus Teilen des Distrikt Bushenyi.

## Demografie
Die Bevölkerungszahl wird für 2020 auf 144.100 geschätzt. Davon lebten im selben Jahr 13,4 Prozent in städtischen Regionen und 86,6 Prozent in ländlichen Regionen.
| Zensusjahr | Einwohnerzahl |
| ---------- | ------------- |
| 1991       | 75.361        |
| 2002       | 101.804       |
| 2014       | 129.149       |